# Equipo Crónica
Equipo Crónica fue un grupo artístico fundado en 1965 en Valencia, y compuesto por Manolo Valdés (1942), Rafael Solbes (1940-1981) y Juan Antonio Toledo (1940-1995), si bien este último se desligó pronto del colectivo. El grupo estuvo fuertemente influido por las propuestas del historiador Tomás Llorens Serra, y en sus inicios estuvo vinculado junto al Equipo Realidad a la corriente denominada "Crónica de la realidad".
Esta corriente buscaba una figuración crítica con estética pop y un componente de compromiso político antifranquista, y fue acuñada por el crítico Vicente Aguilera Cerni, con quien los miembros de Crónica publicaron un manifiesto conjunto.En los años setenta, su obra deja atrás la serialización y lleva a cabo pastiches con obras de la tradición pictórica española. Estas obras habitualmente buscaban hacer comentarios críticos sobre la realidad sociopolítica y artística del momento, y se convirtieron en las más reconocidas del grupo.
El Equipo estuvo activo hasta 1981, cuando falleció Rafael Solbes, y fue un actor destacado en el abandono del informalismo y la incorporación crítica de recursos pop en el arte de los años finales del franquismo en España.

## Trayectoria

### Inicios
En 1964 Manolo Valdés y Rafael Solbes participaron en la exposición España libre realizada en Rímini, en la que expusieron junto con numerosos artistas contemporáneos, entre ellos los españoles Eduardo Arroyo, Rafael Canogar, Antoni Clavé, Antonio Saura y Antoni Tàpies. A raíz de esta exposición, nació la idea de crear un proyecto artístico alternativo, que dio lugar al nacimiento de Estampa Popular de Valencia. Este colectivo, que luego daría lugar a ramificaciones por toda España, contó con la participación de Joan Antoni Toledo, Ana Peters, Carlos Mensa, Martí Quinto o Ramón Montesa, así como los propios Valdés y Solbes y el apoyo del crítico Tomás Llorens.
En 1965 los críticos Tomás Llorens y Valeriano Bozal hacen un balance negativo de la experiencia (que no obstante continuará activa hasta la Transición en sus diferentes secciones), acusándola de no ser capaz de incorporar una perspectiva realista más acorde a los nuevos tiempos, con la centralidad de elementos como los medios de comunicación de masas. Equipo Crónica surge en este contexto, buscando un lenguaje figurativo crítico que diera más protagonismo a esos nuevos códigos.
 

En noviembre de 1964 este último grupo inauguró una exposición de tanteo, que se realizó en el Ateneo Mercantil de Valencia. Junto a Solbes, Valdés y Toledo, participaron como integrantes del equipo Carlos Mensa, Ana Peters y Rafael Martí Quinto, si bien no continuaron en él una vez finalizada.En enero de 1965, en el XVII Salón de la Jeune Peinture de Paris, la formación definitiva del equipo presenta obras individuales bajo el nombre colectivo de Equipo Crónica.

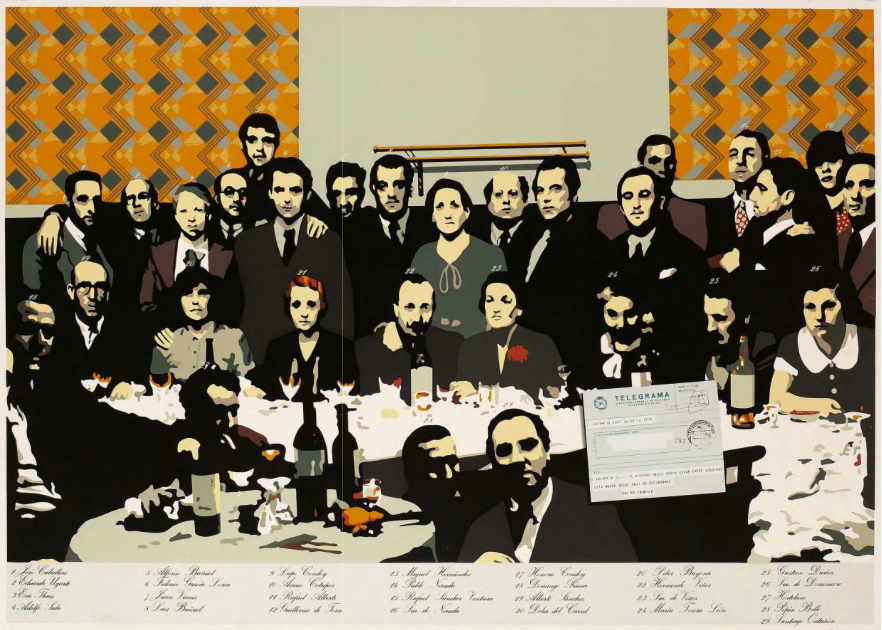
El Telegrama (1976)

### Primera etapa
A principios de 1966 Juan Antonio Toledo se separó del grupo. Fue a partir de ese momento cuando el Equipo comenzó a trabajar en sus obras de forma conjunta, rechazando el subjetivismo e individualismo artístico. Tras reflexionar sobre el tema y la parte técnica de la obra, la ejecutaban entre los integrantes del grupo. Equipo Crónica se apartó del arte informal para cultivar una pintura figurativa influida por el pop art, la nueva figuración y el realismo crítico.
Su obra de esta etapa hace uso de iconografía tomada de los medios de comunicación, como fotografías de la prensa o dibujos de cómics. Estas imágenes aparecen en tintas planas y repetidas en series con interrupciones puntuales, al modo del pop art, y con frecuencia buscan realizar comentarios críticos a temas sociales o políticos del momento.

### Segunda etapa y disolución
A partir de 1967 su obra abandona la serialización y empieza a realizar pastiches y citas de obras clásicas como Las meninas de Velázquez o el Guernica de Picasso, combinándolas con imágenes actuales y con frecuencia dándoles una nueva lectura política.
Un ejemplo de ello es la serie titulada "Policía y cultura" (1971), en la que reprodujeron imágenes icónicas de la pintura española de los siglos de Oro de Velázquez, Goya o el Greco sobreponiéndoles imágenes de los medios de comunicación.La serie era una respuesta a la imagen grandiosa y pintoresca que el Ministerio de Información y Turismo de Manuel Fraga pretendía dar de España, poniendo de relieve una España "real" y más sombría a través de la ironía.Su obra Felipe y la pincelada (1971-1972) dispone unas salpicaduras de pintura sobre el retrato de Felipe IV de Velázquez. Ello buscaba, por un lado, satirizar la técnica informalista (las salpicaduras están tomadas de una obra de Roy Lichtenstein que parodiaban la forma de pintar del expresionismo abstracto estadounidense) y el uso que el franquismo había hecho de esta corriente y del arte barroco. Por otro, era un comentario sobre la monarquía, en un año en que había sido promulgada la ley que asignaba a Juan Carlos I las funciones de jefe de Estado en caso de ausencia o enfermedad de Franco.
En la Exposición del Musée d´Art Moderne de la Ville de París del verano de 1974, Manuel Valdés plantea abandonar el grupo. Los compañeros y otros artistas de su entorno convencen a Manuel para continuar con el Equipo. Este punto de inflexión supone nuevos retos y planteamientos en su obra. Esta nueva etapa se inicia, irónicamente, con sus dos obras tituladas Ruptura.
En 1981 fallece de forma prematura Rafael Solbes, y el grupo se disuelve.Valdés continuó su carrera en solitario a lo largo de las décadas siguientes, trabajando la escultura de gran formato, la pintura y el collage.

## Influencias
La obra de artistas pop como Warhol o Lichtenstein fue una inspiración significativa para el grupo, que también incorporó influencias de artistas de la nueva figuración francesa como el exiliado Eduardo Arroyo.
“De repente descubrimos el pop desde la distancia, a través de lo que vivimos en la Biennale di Venezia y en las exposiciones de nuestros viajes a París. Warhol y Lichtenstein nos mostraron una manera de hacer las cosas que nos venía bien, que nos atrapó, y nos pareció correcto lanzarnos de lleno a esa nueva práctica. Nos fascinó todo: las series, las repeticiones, los materiales, las serigrafías. Todo era increíblemente estimulante. El pop cautivó nuestra imaginación y estimuló nuestro sentido social: queríamos aprovechar todas esas imágenes que el pop nos había enseñado a utilizar – las de los medios de comunicación, las de las noticias – y darles un contenido, agregarles la dimensión social que el pop ignoraba” - Manolo Valdés.
Tomás Llorens también ha destacado la influencia de Josep Renau en esta generación de artistas pop críticos, y en particular de su serie de fotomontajes The American Way of Life, realizada en el exilio mexicano. En palabras de Llorens, Renau se convirtió en el "precedente de todo lo que supone la sensibilidad pop" en España.

## Obras
Su obra se encuentra en las colecciones del Museo Reina Sofía, el IVAM, el MACBA y el Centro de Arte Contemporáneo de Málaga. En el primero se encuentran Mr. Cézanne en el carrer Avinyó (1980-1981), Pintar es como golpear (1972) o La derrota de Samotracia (1972); en el IVAM, Jugadores de cartas (1981), Barroco español (1966) y Guernica (1971); y Fábricas (1978), Tres ventanas (1978), o Periferia (1978)  en el MACBA y CAC. Su producción total está en torno a 300 o 400 trabajos, y muchos de ellos están en colecciones privadas. Otros museos o colecciones visitables que poseen obra suya son:
- Fundación Juan March, Palma de Mallorca
- Museo de Bellas Artes de Bilbao
- Stiftung Museum Kunstpalast, Düsseldorf
- Museo de Arte Contemporáneo de Alicante
- Colección de arte contemporáneo Fundación “la Caixa”, Barcelona

### Series
- 1964 - 1966: Obras sin serie.[19][8]
- 1967  - 1969: "La Recuperación".
- 1969: "Guernica 69".
- 1969  - 1970: "Autopsia de un oficio".
- 1971: "Policía y cultura".
- 1972: "Serie negra".
- 1972 - 1973: "Retratos, bodegones y paisajes".
- 1973: "El cartel".
- 1973 - 1974: "Oficio y oficiantes".
- 1974 - 1975: Obras sin serie.
- 1974: "La Subversión de los Signos".
- 1975 - 1976: "Ver y hacer pintura".
- 1976: "Variaciones sobre un Paredón".
- 1976 - 1977: "La trama".
- 1976  - 1977: "La partida de billar".
- 1977: "La parábola".
- 1979: "Paisajes Urbanos".
- 1979: "Los viajes".
- 1980 - 1981: "Crónica de transición".
- 1981: "El circo".
- 1981: "Lo público y lo privado".